# Gainesville (Florida)
Gainesville è una città degli Stati Uniti, capoluogo della contea di Alachua, nello Stato della Florida.
L'università della Florida è situata nella città. Gainesville fu fondata ufficialmente come città il 15 aprile 1869. Nel 2006, la popolazione stimata dall'U.S. Census Bureau è salita a 108.655 abitanti.

## Geografia fisica
Gainesville si trova a 29°39'55" Nord, 82°20'10" Ovest.
Secondo l'U.S. Census Bureau, la città ha un'area totale di 127,2 km². 124,8 km² su terraferma e 2,4 km² di acque interne (1,87% del totale).

## Società

### Evoluzione demografica
Secondo il censimento del 2000, ci sono 95.447 abitanti, 37.279 persone che vivono nella stessa casa e 18.341 famiglie residenti nella città. La densità di popolazione è di 764,9 km². Ci sono 40.105 unità abitative e una densità media di 321,4 km². La composizione etnica della città è 68,36% bianchi, 23,24% afroamericani, 0,25% nativi americani, 4,49% asiatici, 0,03% isolani del Pacifico, 1,46% di altre razze e 2,18% di due o più razze. Il 6,40% della popolazione è ispanica o latino-americana.
Ci sono 37.279 persone che vivono nella stessa casa delle quali il 22,3% ha bambini al di sotto dei 18 anni che vivono con loro, il 32,5% sono coppie sposate che vivono insieme, il 13,3% ha un capofamiglia femmina senza marito presente e il 50,8% non sono considerate famiglie. Il 32,6% di tutte le persone che vivono nella stessa casa sono composte da singoli individui e il 7,9% è composto da persone che vivono da sole e che hanno dai 65 anni in su. La misura medie di persone che vivono nella stessa casa è di 2,25 e la misura media di una famiglia è di 2,90.
Nella città la popolazione è distribuita con il 17,8% sotto i 18 anni, 29,4% dai 18 ai 24, 26,7% dai 25 ai 44, 16,4% dai 45 ai 64 e 9,8% dai 65 anni in su. L'età media è di 26 anni. Per ogni 100 femmine ci sono 95,7 maschi. Per ogni 100 femmine dai 18 anni in su, ci sono 94,2 maschi.
Il reddito medio per una persona che vive nella stessa casa con qualcun altro è di $28.164 e il reddito medio per una famiglia è di $44.263. I maschi hanno un reddito di $31.090 contro i $25.653 per le femmine. Il reddito pro capite per la città è di $16.779. Il 26,7% della popolazione e il 15,3% delle famiglie sono al di sotto del soglia di povertà. Tra la popolazione totale, il 24,7% di quelli al di sotto dei 18 anni e il 9,5% di quelli dai 65 anni in su vivono al di sotto del livello di povertà.